# Saison 3 de Scream
Chronologie
Saison 2
Scream: Resurrection est la troisième et dernière saison de la série télévisée américaine Scream.

## Synopsis
Un soir d'Halloween, Deion Elliot assiste au meurtre de son frère, tué par un homme armé d'un crochet à la suite d'une blague ayant mal tourné.
Plusieurs années plus tard, Deion est maintenant le meilleur joueur de football américain de son lycée. Un jour, il se retrouve en retenue avec plusieurs élèves : Liv, l'ex-petite amie d'un coéquipier ; Kym, la rebelle du lycée ; Manny, le meilleur ami de Kym ; Amir, un jeune homme brillant aux parents particulièrement stricts ; et Beth, une gothique aux fascinations plutôt morbides. Il commence alors à recevoir des menaces en rapport avec le meurtre de son frère. 
En effet, un tueur semble avoir pris pour cible le jeune homme et ses camarades de retenue. Le groupe va devoir survivre aux attaques de ce psychopathe tout en essayant de découvrir son identité.

## Distribution
Note : Bien qu'il existe une version française à cette troisième saison, elle n'a encore jamais été diffusée pour des raisons inconnues.

### Acteurs principaux
- RJ Cyler (VF : Sébastien Mortamet) : Deion Elliot
- Jessica Sula (VF : Angélique Heller) : Olivia « Liv » Reynolds
- Giorgia Whigham (VF : Élodie Lasne) : Beth
- C.J. Wallace (VF : Julien Dutel) : Amir Ayoub
- Tyga (VF : Michaël Maïnö) : Jamal Elliot
- Tyler Posey (VF : Julien Rampon) : Shane
- Keke Palmer (VF : Émilie Charbonnier) : Kym

### Acteurs récurrents
- Roger L. Jackson (VF : Waléry Doumenc) : Ghostface
- Giullian Yao Gioiello (VF : Fabien Albanese) : Manny
- Tony Todd : Luthor Thompson
- Mary J. Blige : Sherry Elliot
- Diesel Madkins : Earl Elliot
- Gideon Emery : officier Reynolds
- Patrick Johnson : Avery Collins
- Drew Starkey (VF : Waléry Doumenc) : Hawkins
- Terrence J : coach Griffin
- Nash Grier (en) : Tommy « TJ » Jenkins

Version française réalisée par Studio Anatole ; direction artistique : Thibaut Berton

## Production

### Développement
Le 14 octobre 2016, la chaîne MTV annonce que la série est renouvelée pour une troisième saison qui sera plus courte, seulement six épisodes avec de nouveaux showrunners.
Le 27 avril 2017, le reboot de la troisième saison est confirmé par la chaîne. Brett Matthews est désigné nouveau showrunner et l'actrice Queen Latifah rejoint la production de la série.
Le 17 juillet 2017, il est annoncé que Tyga & C.J. Wallace seront les vedettes de cette troisième saison.
Le 13 septembre 2017, RJ Cyler, Jessica Sula, Keke Palmer, Giullian Yao Gioiello et Giorgia Whigham ont rejoint la distribution principale,.
Le 18 septembre 2017, le site Bloody Disgusting annonce le retour du masque original du film dans la troisième saison.
Le 25 septembre 2017, la star de Teen Wolf Tyler Posey rejoint la distribution régulière de cette saison aux côtés des acteurs cités plus haut.
Le 10 octobre 2017, il est annoncé dans une interview que Roger L. Jackson, la célèbre voix de Ghostface dans la série de films, reviendrait dans cette troisième saison et remplacerait Mike Vaughn qui a servi de voix dans les deux saisons précédentes.
Le tournage a débuté le 18 septembre 2017 et s'est terminé le 11 novembre 2017 à Atlanta (Géorgie).
Le 24 juin 2019, une date est enfin révélée. Les six épisodes seront diffusés du 8 au 10 juillet 2019 sur VH1.

## Autour de la saison

### Personnages
- RJ Cyler joue le rôle de Deion Elliot/Marcus Elliot : Deion est un virtuose du ballon de retour dans l'équipe de foot de son école. Il espère obtenir une bourse de football collégial afin de l'emmener très loin d'Atlanta mais son passé sombre remonte à la surface quand il devient la cible d'un tueur masqué. On découvre dans l'épisode 6, qu'en réalité il s'appelle Marcus il a pris l'identité de son frère jumeau après que ce dernier ait été assassiné par L'Homme au crochet. Il est blessé par Beth qui se révèle être le Tueur mais il survit à la fin de la saison 3 et sera en couple avec Liv.

- Jessica Sula joue le rôle de Liv : Liv est nouvelle dans l'école et s'intègre parfaitement bien. Elle est membre de l'équipe de Cheerleader et se trouve au tableau d'Honneur, elle semble avoir la tête sur les épaules et une vie idéale mais elle finit par devenir la cible de ce tueur également. Après tout, sa vie n'est pas si parfaite. Quel(s) secret(s) peut-elle bien cacher ? Elle survit à la fin de la saison 3 et sera en couple avec Marcus.

- Keke Palmer joue le rôle de Kym : Kym est une fille rebelle, une activiste sociale, audacieuse et magnifique avec un grand cœur. Lorsqu'elle et ses amis deviennent la proie de ce tueur, elle fait tout son possible pour survivre. Elle survit à la fin de la saison 3 et sauvera Marcus et Liv en tuant Beth révélée être le Tueur et l'antagoniste principal.

- Giorgia Whigham joue le rôle de Beth : Beth est une fille sombrement drôle et injurieuse. Elle est tatoueuse et gothique. Elle est également une fan inconditionnelle des films d'horreurs et une encyclopédie des meurtres à elle seule. Elle ne manquera pas de ressources avec un tueur dans la nature. Mais dans l'épisode 6, elle se révèle être le Tueur. Beth confie qu'elle est responsable de la mort de Shane, Manny, Amir Ayoub (son amoureux, parce qu'il a enfreint "les règles"), l'officier de police B. Westbrook et de Jamal (son amant et complice après qu'elle n'eut plus besoin de lui). Beth révèle à Marcus et Liv qu'elle a fait tout ça parce qu'elle voulait être la fille survivante de son propre film d'horreur et se venger de tous les hypocrites du groupe d'amis de Marcus. Quand Jamal est venu la voir lui dévoilant le secret de Marcus et la haine qu'il avait pour lui, elle a enfin eu l'occasion qu'elle attendait. Pendant que Jamal enfilait le costume du Tueur, elle pouvait les approcher sans éveiller les soupçons. Elle s'est débarrassée de Jamal après qu'il ne lui servait plus à rien (malgré tout ce dernier ne trahira pas son secret alors qu'il meurt devant Marcus). Elle blesse Marcus en lui tirant dessus et cherchera à tuer Liv. Elle la blesse à la jambe et s'apprête à la tuer sur le toit de leur école quand Marcus intervient. Lui et Liv font tomber Beth dans la salle de projection en la frappant avec un casque de rugby. Beth survivra à sa chute et sera finalement tuée par Kym, venue aider ses amis, qui étaient sur le point d'être poignardés, tout en leur rappelant que le Tueur revient toujours à la fin pour une dernière frayeur.

- Tyga joue le rôle de Jamal : Jamal est le demi-frère de Deion et bien qu'il traîne avec une foule agitée, il a un grand cœur et une loyauté indéfectible pour Deion. Il est mortellement blessé par Ghostface à la fin de l’épisode 5. Mais dans les épisodes 5 et 6, on découvre qu'il est le Tueur, responsable de la mort de Tommy Jenkins, Avery Collins, Latavious et L'homme au crochet (pour venger la mort de Deion assassiné par ce dernier). Il révèle à Marcus qu'il a fait tout ça pour se venger de lui car il a abandonné son frère et pris son identité, mais aussi parce que la mort de Deion a poussé son père à abandonner sa mère, qui a fini par se suicider, pour vivre avec Sherry la mère de Marcus. Mais en réalité, il est l'antagoniste secondaire, il révèle qu'il était le complice du vrai Tueur qui est une femme avant de mourir de ses blessures.

- C.J. Wallace joue le rôle d'Amir : Amir est un bon garçon avec des parents très stricts qui exigent de lui aucune relation avec des filles et qu'il rejoigne l'entreprise familiale. Seulement Amir a un rêve caché et celui-ci est de faire de la musique. Le jour où il devient la cible du tueur, il remet en question son futur et réalise qu'il va devoir courir après ses rêves, surtout s'il veut survivre. Il est tué dans l'épisode 4.

- Giullian Yao Gioiello jouera le rôle de Manny : Manny est ouvertement gay et fidèle à l'excès. Il est habituellement la personne la plus intelligente dans la salle et est destiné à accomplir de grandes choses. Mais son intelligence est mise à l'épreuve lorsqu'il se retrouve dans la ligne de mire d'un tueur. Son unique but sera de survivre à ses attaques tout en essayant de survivre à l'école secondaire. Autant dire que c'est impossible. Il est tué dans l'épisode 3.

- Tyler Posey jouera le rôle de Shane : Shane est un décrocheur scolaire. Il est trafiquant de drogue et se démène toujours pour se faire de l'argent. Profit ou survie, il devra faire un choix. Il est tué dans l'épisode 2.

## Diffusions
- Aux États-Unis, la saison a été diffusée entre le 8 et le 10 juillet 2019 sur VH1, à raison de deux épisodes par soir.

## Liste des épisodes

### Épisode 1: titre français inconnu (The Deadfast Club)
- États-Unis : 8 juillet 2019 sur VH1

Le soir d'Halloween en 2010, Deion Elliot , 8 ans, voit son jumeau, Marcus Elliot , être attaqué par un homme connu sous le nom de Hook Man. mais il s'enfuit au lieu d'aider.
Huit ans plus tard, Deion vit à College Park, en Géorgie et est étudiante à Weaver High School et est un joueur de football, qui traite avec un dépisteur de l'Université d'État de San Diego qui vient le voir bientôt.
En arrivant à l'école, Deion trouve une barre TWINS (bonbons) dans son sac à dos avec une note qui dit "Trick R Treat", puis plus tard dans la journée trouve une autre barre TWINS dans son casier avec une note disant "Parking Garage. After School."
Il part retrouver son harceleur, mais finit par entrer dans un conflit physique avec sa coéquipière Avery Collins qui tente de défendre Olivia Reynolds , une étudiante et pom-pom girl exemplaire.
En conséquence, les deux avec l'activiste Kym , la fan d'horreur gothique Beth , le meilleur ami de Kym Manny et le musicien Amir Ayoub sont mis en détention ensemble, étant comparés à The Breakfast Club .
Pendant la détention, Deion part après avoir reçu un texto qui dit d'aller au vestiaire. Quand il y arrive, il est tasé par Ghostface et laissé inconscient dans le couloir. Pendant la détention, le groupe est invité par l'ancien étudiant et trafiquant de drogue Shane à une fête ce soir-là.
Plus tard, Deion reçoit un lien menaçant du tueur en série éponyme " Ghostface ", qui menace de faire du mal au groupe de détention, et Deion n'a pas le choix d'aller avec Amir à la fête de Shane pour découvrir que toutes les personnes présentes portent le Ghostface. masque de tueur. Sous la pression de Ghostface, Deion réunit Liv, Kym, Manny, Amir et Beth et partage l'histoire de son jumeau Marcus, et comment il avait peur de l'aider.

### Épisode 2: titre français inconnu (Devil's Night)
- États-Unis : 8 juillet 2019 sur VH1

Plus tard dans la nuit, Kym rentre chez elle pour regarder des films et étudier la nature d'un tueur en série, alors qu'elle regarde Halloween. Kym reçoit plus tard un appel menaçant de Ghostface et laisse entendre qu'elle sort de son complexe d'appartements pour découvrir que son voisin, Latavious , a été tué par Ghostface. La police arrive mais aucun d'entre eux ne croit à la rencontre de Kym à l'exception de Manny et Jamal qui arrivent sur les lieux quelques instants plus tard.
Le lendemain matin, Kym retrouve Beth, Manny, Amir et Deion pour discuter des moyens de survivre après sa rencontre avec Ghostface, ce qui conduit à une dispute entre Beth et Kym au sujet des règles du film d'horreur. Pendant ce temps, Liv se voit interdire de quitter la maison par son père, l'officier Reynolds, qui lui apprend la mort de Latavious et qu'elle n'est autorisée à quitter la maison qu'après Devil's Night. Liv interroge également son père sur la mort d'Avery qui, selon lui, était un accident, bien qu'elle sache le contraire.
Lors d'une conférence à la mémoire d'Avery à l'école, Kym partage avec le groupe sa théorie selon laquelle Shane est Ghostface, car la fête qu'il a organisée avait le même masque que Ghostface utilise et Beth crée un plan pour l'attirer, pour lui faire avouer. Deion accepte le plan mais l' entraîneur Griffin lui dit de prendre le relais d'Avery, le faisant sauter alors qu'il va à l'entraînement. Jamal arrive pour récupérer Deion à l'entraînement mais finit par s'entraîner avec lui où ils parlent de l'incident.
Pendant ce temps, dans une pharmacie vide, Shane utilise l'apparence de Ghostface pour voler et assommer le pharmacien alors qu'il reçoit un SMS de Beth pour l'attirer. Plus tard dans la nuit, Beth et Amir sont au magasin de beignets de sa famille où ils prennent l'argent pour attirer Shane et qui partagent un moment de flirt, pour être dissous peu de temps après.
Liv utilise l'ordinateur de son père et collecte des preuves auprès des coroners. Elle rencontre Deion après l'entraînement. Elle partage sa théorie selon laquelle Marcus est vivant et c'est Ghostface, mais Deion hésite à croire. Alors que Liv le chasse du restaurant pour lui parler, le père de Liv s'arrête pour ramener Liv à la maison et avertir Deion de Liv.
Pendant ce temps, Beth, Amir, Kym et Manny attirent Shane à l'école tard dans la nuit où ils le laissent inconscient et le pressent d'avouer qu'il est Ghostface, mais il dit qu'il est également menacé par le tueur, qui les enferme dans l'école. Amir finit par appeler Deion pour l'informer du plan alors que Deion se dirige vers lui.
Le groupe finit par se séparer lors de l'évasion par l'endroit, ce qui fait que Kym est à nouveau persécutée, alors que Ghostface la poursuit dans les couloirs. Elle est partiellement sauvée par Shane mais ne parvient pas à prendre le pistolet et à tirer sur Ghostface menant à son évasion. Dès qu'il arrive à l'école pour les aider, Deion se retrouve face à face avec Ghostface qui fait le même signal avec les doigts que Marcus, et à partir de là, Deion croit en la théorie de Liv selon laquelle Marcus est vivant. Le groupe parvient à se retrouver peu de temps après.

### Épisode 3: titre français inconnu (The Man Behind The Mask)
- États-Unis : 9 juillet 2019 sur VH1

Après la fin du dernier épisode, Deion rentre chez elle à pied et Liv le rencontre et lui dit qu'elle est désolée. Les deux ont ensuite des relations sexuelles. Le lendemain matin, alors que Deion réveille Liv, il semble qu'elle ait été tuée et poignardée. Alors que Deion court pour trouver de l'aide, il est poignardé par Ghostface qui s'avère être son frère Marcus (plus âgé et avec une blessure à la tête de Hook Man) qui poignarde Deion et ouvre sa cage thoracique de colère pour l'avoir abandonné. Deion se réveille, ce qui signifie que tout n'était qu'un cauchemar.
C'est maintenant le jour d'Halloween, qui marque également l'anniversaire de la mort de Marcus, Jamal a des conflits avec son père et avec Deion . Deion reçoit un appel de Ghostface qui l'avertit de la mort de Shane, et aussi, le tueur en série le convainc d'aller seul à l'endroit où Marcus est mort, pour "connaître la vérité".
Deion emprunte la voiture de Liv , qui, avec l'aide du reste du groupe, le trace jusqu'à une station-service en dehors de la ville. Amir décide d'aller avec Deion et Liv à l'endroit marqué par Ghostface après s'être disputé avec Beth, mais avant que Liv ne perce les pneus de la voiture de Kym pour la garder, Manny et Beth, loin du danger, elle l'admettra plus tard.
Cependant, Kym pense qu'un groupe de chauffeurs de camion impolis l'a fait pour se venger parce qu'elle les a insultés plus tôt pour défendre Manny. À l'endroit marqué par Ghostface, Amir attend dans la voiture pendant que Liv et Deion rencontrent Luther, l'ex-guérilla Hook Man et propriétaire de l'ancienne casse où Marcus a été attaqué. Luther prétend que, cette nuit-là, il n'a blessé que Marcus, qui a couru effrayé et s'est caché dans un endroit inconnu, et seulement quelques mois plus tard, il l'a trouvé mort dans le coffre d'une voiture abandonnée là-bas et l'a enterré dans une tombe improvisée.
À la gare, Kym et Manny se disputent, ce qui fait que Kym essaie de retourner seule en ville dans sa voiture, pour être poursuivie par le même groupe de camionneurs qui lui font perdre le contrôle de la voiture et s'écraser dans un champ de maïs. . Pendant ce temps, Deion et Luther sont poursuivis par Ghostface dans la casse, où Ghostface tue finalement Luther en étant enchaîné à l'intérieur d'un concasseur de voitures.

### Épisode 4: titre français inconnu (Ports in the Storm)
- États-Unis : 9 juillet 2019 sur VH1

Lors des funérailles de Manny, Kym reçoit des fleurs accompagnées d'une note écrite par Ghostface, lui disant de choisir qui dans le groupe devrait mourir, et déclarant que "les mouchards meurent".
Peu de temps après, Kym rencontre le groupe et Deion décide que personne dans le groupe ne doit répondre au message, donc personne ne sera choisi. La nuit, Deion demande à Jamal une arme à feu et se rend chez Liv pour discuter de leurs prochaines étapes, seulement pour qu'ils aient des relations sexuelles cette nuit-là.
Amir se rend chez Beth, où ils discutent de qui ils veulent vraiment être, théorisent que Liv peut être Ghostface et peu de temps après, ils ont aussi eu des relations sexuelles. Au cours de cette même nuit, Kym rend un simple hommage à Manny sur le toit de l'école, où elle rencontre Hawkins, le coéquipier de Deion, qui révèle que Manny et lui étaient amants. Deion se réveille et trouve un téléphone privé dans le tiroir de Liv, et un reçu de fleurs que Kym a reçu plus tôt dans la journée.
Lorsqu'elle est confrontée à ce sujet, Liv découvre l'arme dans son sac à dos et, craignant pour sa sécurité, appelle son père pour l'arrêter. Cependant, Reynolds l'emmène au milieu de la forêt, où il révèle à Deion que Liv est mentalement instable depuis la séparation de ses parents et craint qu'elle ait un trouble de la personnalité. Au cours de la conversation, Reynolds est attaqué et poignardé par Ghostface et Deion, visiblement effrayé, appelle la police, pour découvrir qu'ils avaient déjà été appelés, et il s'enfuit.

### Épisode 5: titre français inconnu (Blindspots)
- États-Unis : 10 juillet 2019 sur VH1

Liv rend visite à son père à l'hôpital, qui est vivant, mais instable. Deion est détenu jusqu'au lendemain matin par la police qui le libère faute de preuves, puis est récupéré par Jamal.

### Épisode 6: titre français inconnu (Endgame)
- États-Unis : 10 juillet 2019 sur VH1

Le soir du grand match, Deion est convaincu que cela ne vaut pas la peine de jouer quand un tueur est en liberté. Alors que la police recherche Jamal, Kym et Liv le convainquent d'obtenir ce qu'il rêve de faire. Motivé, il revient dans l'équipe juste à temps.
Pendant ce temps, Ghostface garde un Jamal blessé dans un endroit inconnu. Alors qu'ils se rendaient au match, Beth et Kym reçoivent une vidéo de Ghostface montrant Jamal blessé et que Deion doit se rendre seul à "Earl's house", un camion que Earl conduit avec le nom. Kym crée une distraction et Beth envahit le jeu pour montrer la vidéo à Liv, qui en parle à Deion pendant l'entracte du match.
Deion arrive à la conclusion que Ghostface le veut parce que, la nuit de la mort de Marcus, ils ont tous deux changé leurs fantasmes et Deion, dans les vêtements de Marcus, est celui qui est mort cette nuit-là. Donc Marcus avait toujours été Deion depuis lors car personne ne le reconnaissait, pas même Sherry, sa mère.
Peu de temps après la révélation, Marcus vole un bus scolaire et arrive à l'endroit où se trouve Jamal et l'emmène. Mais là-bas, Jamal révèle qu'il est vraiment Ghostface, ayant pris le relais parce que leur père a choisi la mère de Deion et Marcus au lieu de la mère de Jamal, et cela a permis à Marcus d'avoir une vie parfaite.
Il révèle également qu'il a une fille complice et qu'elle « mettra fin à tout », mais il meurt des suites de ses blessures avant de révéler qui elle est. Liv et Beth envahissent l'école où Marcus arrive peu après. Les deux filles s'accusent d'être Ghostface, mais avant que Marcus n'appelle la police, Beth tire sur son téléphone portable et se frappe la hanche avec la balle, se révélant être la complice de Jamal. Ils se sont rencontrés dans son studio de tatouage, et peu de temps après qu'il a raconté son histoire, Bethavait réalisé qu'elle voulait être le protagoniste de sa propre histoire d'horreur. Avec Marcus blessé, Liv se précipite à travers l'école pour se sauver et avec Beth dans sa poursuite habillée en Ghostface, la poursuit avec une arme à feu et peu de temps après avec une hache. La confrontation atteint le toit de l'école, où Marcus a distrait Beth et Liv l'a poussée du toit dans un plafond de verre du gymnase.